# 김선호 (1964년)
김선호(金善鎬, 1964년 ~ )는 대한민국의 군인, 정치인이다.

## 학력
- 1983 숭실고등학교 제66회 졸업
- ~1987.03 대한민국 육군사관학교 43기 졸업
- 2004.08 연세대학교 원주캠퍼스 정경대학원 정치학 석사

## 경력
- 1987. 제1포병여단 관측장교
- 1988. 참모
- 1991~1993 수도기계화보병사단 포병여단 제60포병대대 포대장
- 1993~1994 수도기계화보병사단 포병여단 작전과 작전장교
- 1994~1995 수도기계화보병사단 포병여단 제808포병대대 인사/군수장교
- 2000~2001 수도기계화보병사단 포병여단 제808포병대대 작전과
- 2001~2002 제1야전군사령부 화력처 포병과 작전장교
- 2002~2003 육군본부 정보작전참모부 작전처 무기체계/운용장교
- 2004~2006 수도기계화보병사단 포병여단 제60포병대대장
- 2006~2007 제1포병여단 작전참모
- 2009~2011 제23보병사단 포병연대장
- 2011 육군본부 기획관리참모부 전략기획과장
- 제22사단 부사단장
- 국방부 병영혁신위원회 T/F장
- 육군본부 육군개혁실 군구조개편차장
- 육군본부 기획관리참모부 2차장
- 2015.11~2018.01 수도기계화보병사단 사단장
- 2018.01~2019.05 합동참모본부 전략기획본부 전력기획부장
- 2019.05~2020.05 육군 수도방위사령부 사령관
- 2020.05~2020.8.12 육군인사사령부 정책연구관
- 국방개혁전략포럼(MIRE) 대표
- 2023.10.~2025.06 대한민국 제45대 국방부 차관
- 2024.12~2025.06 국방부 장관 직무대행
- 2024.12~2025.06 대통령직속위원회 국방혁신위원회 위원(당연직위원)